# بنك أبو ظبي الأول
 بنك أبو ظبي الأول (FAB) هو بنك يعمل في دولة الإمارات العربية المتحدة . تم تشكيله عن طريق دمج بين بنك الخليج الأول وبنك أبوظبي الوطني.
وافتتح عدداً من الفروع في المملكة العربية السعودية في كل من: الرياض والخبر وجدة عام 2019.و فروعاً في مصر 

## التاريخ
تأسس بنك أبوظبي الأول نتيجة اندماج بنك الخليج الأول وبنك أبوظبي الوطني. في 3 يوليو 2016، أعلن البنكان الإماراتيان أن مجلسي إدارتهما قد صوتا بالإجماع على توصية للمساهمين بدمج الكيانين. تمت الموافقة على الصفقة من قبل المساهمين المعنيين في 7 ديسمبر 2016. وتم تنفيذ الصفقة من خلال مبادلة الأسهم، حيث حصل مساهمو بنك الخليج الأول على 1.254 سهم في بنك أبوظبي الوطني مقابل كل سهم يمتلكونه في بنك الخليج الأول. وأدى الاندماج إلى إنشاء أكبر بنك في دولة الإمارات العربية المتحدة، وهو بنك أبوظبي الأول (FAB) في أبريل 2017.
ويجمع إطلاق الهوية التجارية الجديدة لبنك أبوظبي الأول بين هويتي "أبوظبي" و"الأول" من بنك أبوظبي الوطني وبنك الخليج الأول، ويعكس اسم بنك أبوظبي الأول جذور البنكين في المنطقة. اعتمد البنك الاختصار F.A.B في شعاره، والذي يحمل أيضًا علامة (الأول) التجارية، والتي تم تكبيرها لتمثل النمو والريادة.

## الشركات التابعة
تتيع للبنك كل من :
- أبوظبي الأول للأوراق المالية
- أبوظبي الوطنية للتأجير

## الأرباح والخسائر
- 2023: حقق بنك أبو ظبي الأول أرباحاً صافية بمقدار 16.4 مليار درهم (4.5 مليار دولار)، بنمو نسبته 22% على أساس سنوي.[10]
- حقق بنك أبو ظبي الأول أرباحاً صافية بلغت 4.15 مليار درهم (1.13 مليار دولار) في الربع الأول من العام2024[11]